# Економіка Німеччини
Німеччина — провідна економічна держава Європи. Є найбільшою економікою Європи за обсягом валового внутрішнього продукту (ВВП) і третьою за величиною економікою у світі. За ВВП на душу населення у доларах США Німеччина у 2021 році посідала 13 місце в Європі та 15 у світі. За даними Глобального індексу конкурентоспроможності Всесвітнього економічного форуму, у 2019 році Німеччина займала 7 місце (з 141 країни) серед найконкурентоспроможніших країн світу. В Індексі економічної свободи у 2021 році Німеччина посіла 29 місце зі 180 країн.
Німеччина є країною з переважанням сфери послуг (69 %), водночас має порівняно сильний промисловий сектор (24 %) у співвідношенні з іншими провідними економіками. До найбільш конкурентоспроможних галузей промисловості у світі належать автомобілебудування, виробництво вантажних транспортних засобів, електротехніка, машинобудування та хімічна промисловість. У сфері послуг 55 % експорту у 2016 році припадало на галузі електронної обробки даних, ІТ і телекомунікацій. Програмне забезпечення для бізнесу та страхування (особливо перестрахування) мають міжнародне значення. Видобуток корисних копалин не має суттєвого економічного значення. Основна частина зовнішньої торгівлі Німеччини здійснюється з іншими індустріальними країнами, при цьому досягається значне позитивне сальдо.
Розвинені всі види сучасного транспорту. Мережа залізниць, автобанів, трубопровідного транспорту. Головні морські порти — Гамбург, Бремен, Вільгельмсгафен, Бремергафен, Любек, Росток, Варнемюнде, Вісмар, Штральзунд. Головний західнонімецький аеропорт, найбільший у всій континентальній Європі, знаходиться у Франкфурті-на-Майні. Всі міста й міські агломерації з населенням понад 1 млн осіб мають власні аеропорти з регулярним авіаційним сполученням. Провідна авіаційна компанія Німеччини — «Люфтганза».
Німеччина вважається найважливішим у світі місцем для проведення виставок; тут проходить багато провідних галузевих ярмарків. Конгреси, виставки, а також значна за міжнародними мірками музейна та культурно-подієва інфраструктура є важливою основою для туристичного руху в Німеччині.
У 2023 році економіка Німеччини показала один з найгірших результатів за 23 роки. Навіть якщо економіка знову почне зростати у 2024 році, їй буде важко позбутись торішнього негативу. Окрім цього, споживчі ціни в Німеччині, гармонізовані зі стандартами Європейського союзу, у грудні 2023 року збільшилися на 3,8 % у річному вираженні.

## Історія

### Промислова епоха
Промислова революція в Німеччині розпочалася приблизно на століття пізніше, ніж у Великій Британії, Франції та Бельгії. Частково це було пов'язано з тим, що Німеччина стала об'єднаною державою лише у 1871 році.
Головними рушіями індустріального розвитку й політичного об'єднання Німеччини стали створення Німецького митного союзу (нім. Deutscher Zollverein) у 1834 році та розширення залізничної мережі. Починаючи з 1834 року, митні бар'єри між дедалі більшою кількістю німецьких держав Малонімеччини (нім. Kleindeutschland) були скасовані. У 1835 році перша німецька залізниця з'єднала франконські міста Нюрнберг і Фюрт — цей успіх започаткував «залізничну манію» у всіх німецьких землях протягом 1840-х років. У період між 1845 і 1870 роками було збудовано 8000 км залізниць, а вже у 1850 році Німеччина почала виготовляти власні локомотиви. Згодом інші німецькі держави приєдналися до митного союзу й почали об'єднувати свої залізниці, що призвело до з'єднання різних куточків Німеччини. Розвиток вільної торгівлі й залізничної інфраструктури пришвидшив економічне зростання: відкрилися нові ринки для місцевої продукції, сформувався прошарок середніх управлінців, зріс попит на інженерів, архітекторів і кваліфікованих механіків, а також активізувалися інвестиції у вугілля та залізо.

Динаміка реального ВВП на душу населення в Німеччині з 1820 року

Ще одним важливим чинником розвитку промисловості стало уніфікування грошової системи, яке стало можливим частково завдяки політичному об'єднанню. У 1871 році було запроваджено нову грошову систему — німецьку марку, забезпечену золотом. Однак ця система набула повного застосування лише після 1907 року, оскільки до того часу срібні монети все ще залишалися в обігу.
Перемога Пруссії та її союзників над Наполеоном III у Франко-прусській війні 1870—1871 років поклала край французькому домінуванню в Європі та призвела до проголошення Німецької імперії в 1871 році. Утворення імперії дало Європі нову дійсність — потужну, багатолюдну та індустріалізовану державу з дедалі більшим економічним і дипломатичним впливом. Французькі економічні принципи справили вплив на німецькі реформи: було скасовано феодальні обмеження на продаж великих земельних маєтків, обмежено вплив міських цехів (гільдій), а також запроваджено нове, ефективніше комерційне законодавство. Водночас політичні рішення в економіці імперії в основному ухвалювались коаліцією «жита і заліза», тобто поміщиками-юнкерами зі сходу та важкою промисловістю Руру на заході.
У сфері політики й суспільства у 1881—1889 роках канцлер Отто фон Бісмарк запровадив закони, що передбачали соціальне страхування та покращення умов праці. Німеччина стала першою країною, яка створила систему соціального забезпечення: універсальне медичне страхування, обов'язкову освіту, страхування на випадок хвороби, нещасних випадків, інвалідності, а також пенсійне забезпечення. Універсальна система освіти принесла результати: Німеччина досягла найвищого у світі рівня грамотності — 99 %. Це дало країні значну кількість спеціалістів у різних сферах: фахівців з арифметики, інженерів, хіміків, оптиків, кваліфікованих працівників для фабрик, менеджерів, агрономів і військових.
До 1900 року Німеччина обігнала Британію за обсягами виробництва сталі й поступалась лише США. Економічне диво підкріплювалось безпрецедентним зростанням населення — з 35 млн у 1850 році до 67 млн у 1913 році. У 1895—1907 роках кількість працівників у машинобудуванні зросла з пів мільйона до понад мільйона. До 1910 року лише 40 % німців жили в сільській місцевості (порівняно з 67 % на момент створення імперії). У 1913 році промисловість становила 60 % валового національного продукту. Хімічна промисловість Німеччини стала найрозвиненішою у світі, а до 1914 року країна виробляла половину всього електрообладнання у світі.
Швидке досягнення індустріальної зрілості радикально змінило економіку Німеччини — вона перетворилась із сільськогосподарської на великого експортера готової продукції. Частка готових товарів у загальному експорті зросла з 38 % у 1872 році до 63 % у 1912. До 1913 року Німеччина домінувала на всіх європейських ринках, а до 1914-го стала одним із найбільших експортерів у світі.

### Веймарська республіка і Третій Рейх

Професії за адміністративними районами за переписом 1925 року

Нацисти прийшли до влади в умовах дуже високого рівня безробіття, однак пізніше досягли повної зайнятості завдяки масштабним програмам громадських робіт, зокрема проєктам Рейхсбану (залізниця), Рейхспошти та будівництву автобанів (нім. Reichsautobahn). Починаючи з 1935 року, додатковий імпульс економіці дало переозброєння країни, що порушувало Версальський договір.
Після фінансової кризи 1931 року в Німеччині почали проводити експансіоністську бюджетну політику (оскільки країна вже вийшла з золотого стандарту). Цю політику підтримував неналежний до нацистів міністр економіки Ялмар Шахт, який у 1933 році також став президентом центрального банку. У 1938 році він подав у відставку, і його замінив Герман Герінг.

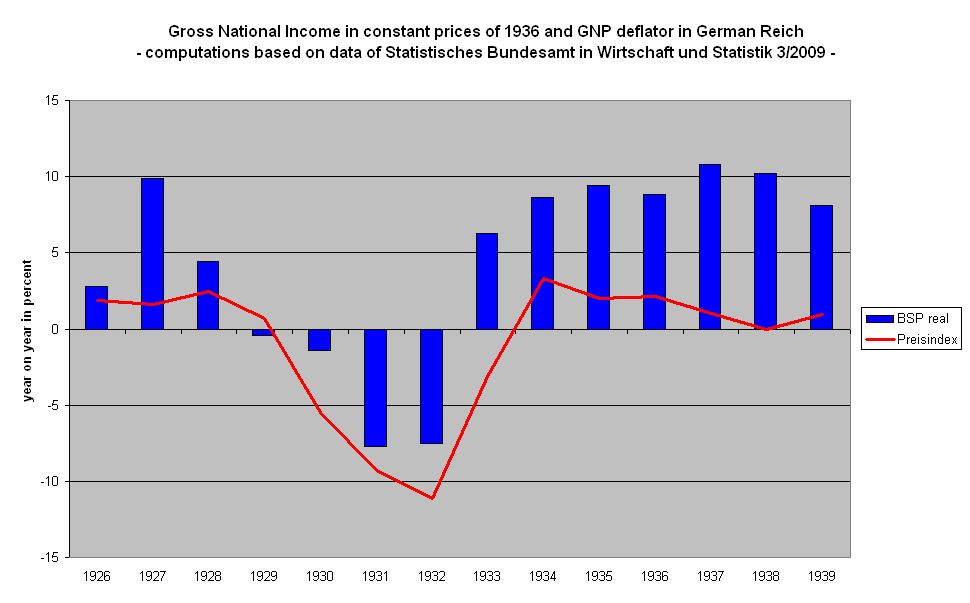
Валовий національний продукт та дефлятор ВНП, річна зміна у %, з 1926 до 1939 року, в Німеччині.

Торгова політика Третього Рейху була спрямована на автаркію (економічну самодостатність), однак через нестачу сировини Німеччина була змушена зберігати зовнішню торгівлю. Це здійснювалося на основі двосторонніх торговельних угод, валютного контролю, квот на імпорт і субсидій на експорт у рамках так званого «Нового плану», запровадженого 19 вересня 1934 року. «Новий план» був орієнтований на торгівлю з менш розвиненими країнами, які могли б обмінювати сировину на німецькі промислові товари, що дозволяло заощаджувати валюту. Перевага надавалася країнам Південної Європи, а не Західній Європі чи Північній Америці, оскільки від них не очікували торговельних блокад. Така політика стала відомою як нім. Grosswirtschaftsraum — політика «великого економічного простору».
Згодом нацистська партія встановила тісні зв'язки з великим бізнесом і в 1933 році скасувала незалежні профспілки. Натомість були створені:
- Імперська служба праці (RAD)
- Німецький робітничий фронт (DAF) — для встановлення робочих годин
- «Краса праці»(інші мови) (SDA) — для покращення умов праці
- «Сила через радість» (KDF) — для забезпечення доступу працівників до спортивних клубів і дозвілля.

### Після Другої світової війни

#### Західна Німеччина

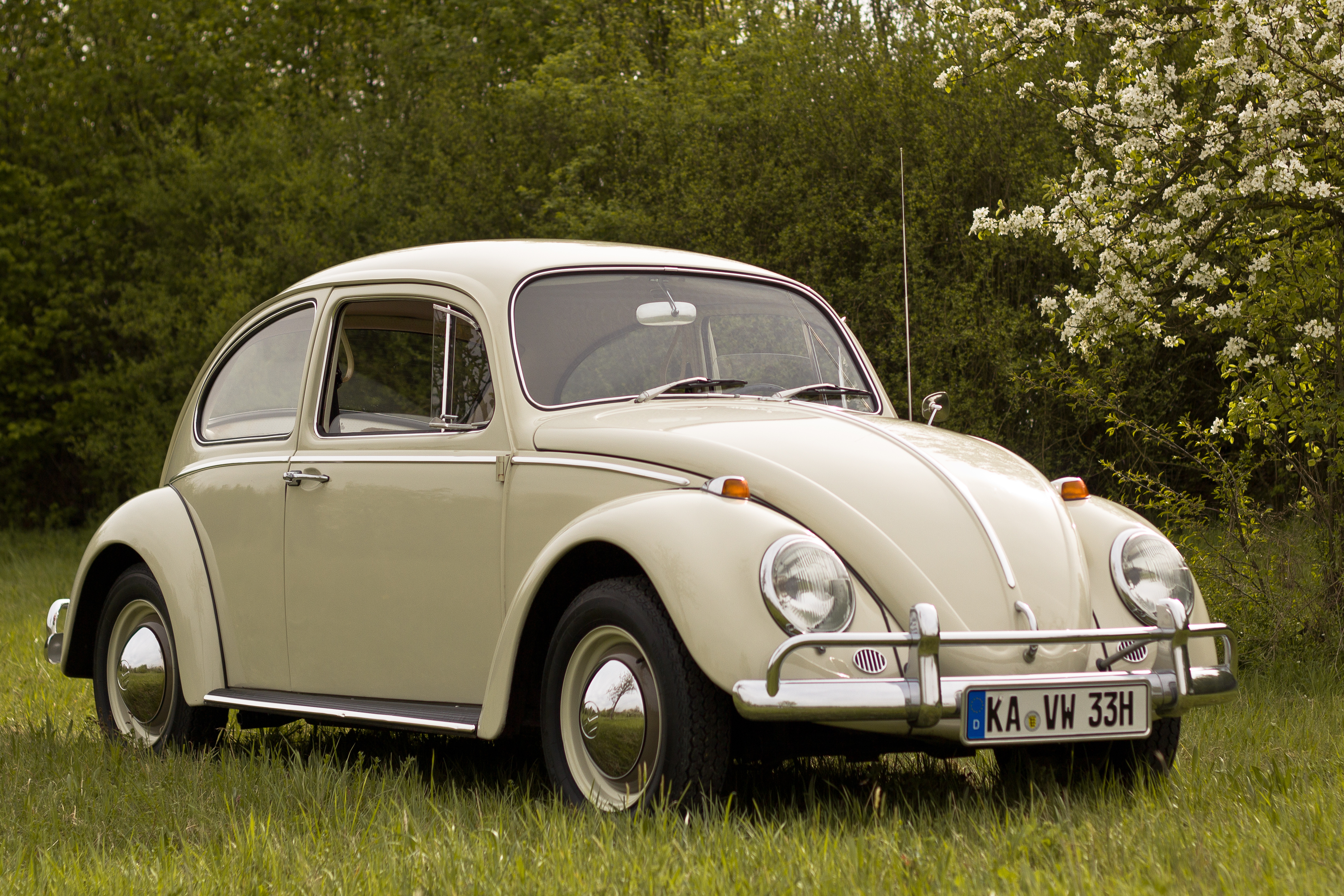
Volkswagen Beetle був символом західнонімецької реконструкції.

Початком економічного підйому стало запровадження нової валюти — німецької марки (Deutsche Mark), яка замінила рейхсмарку як законний платіжний засіб. За правління канцлера Конрада Аденауера та міністра економіки Людвіга Ергарда, країна вступила в період стабільної низької інфляції та швидкого промислового зростання, що вивело Західну Німеччину з повного післявоєнного спустошення до рівня однієї з найрозвиненіших країн сучасної Європи.
У 1953 році було ухвалено рішення, що Німеччина повинна повернути 1,1 млрд доларів з отриманої допомоги. Останній платіж було здійснено у червні 1971 року.
Окрім цього, важливу роль в економічному зростанні відіграли працьовитість населення, довгі робочі години на повну потужність у 1950–1970-х роках, а також додаткова робоча сила, яку надали тисячі «гастбайтерів» з інших країн.

#### Східна Німеччина

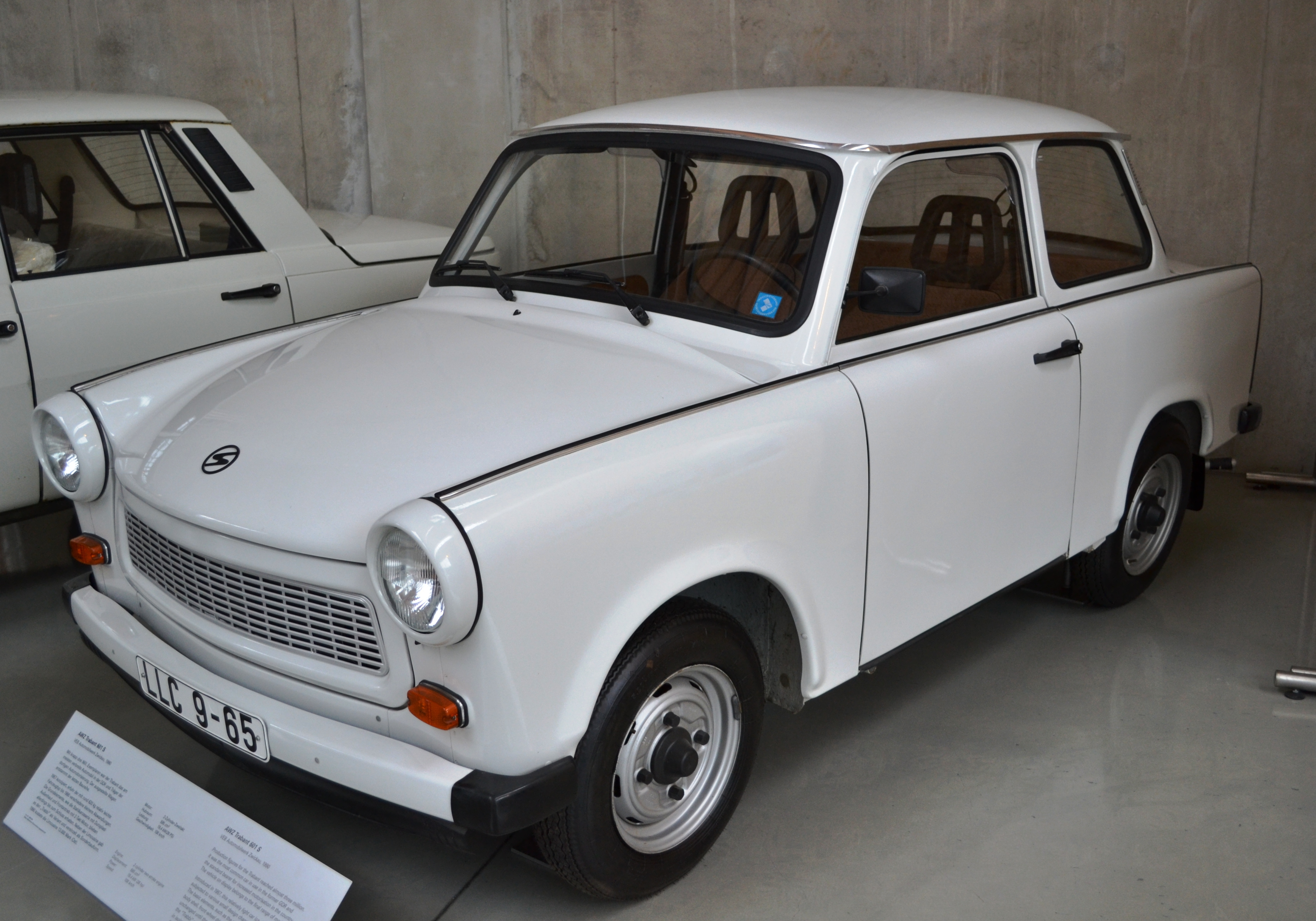
Trabant був символом Східної Німеччини.

До початку 1950-х років Радянський Союз вилучав репарації у вигляді сільськогосподарської та промислової продукції і вимагав подальших великих репараційних виплат. Сілезія з Верхньосілезьким кам'яновугільним басейном та Щецин, важливий природний порт, були втрачені на користь Польщі.
У 1988 році обсяг експорту Західної Німеччини перевищив 323 млрд доларів. Того ж року Східна Німеччина експортувала товарів лише на 30,7 млрд доларів; 65 % з них — до інших комуністичних країн. У Східній Німеччині не було безробіття.
Автовиробники на кшталт Automobilwerk Eisenach та HQM Sachsenring GmbH випускали символи східнонімецької економіки — серії Trabant і Wartburg.

### Федеральна республіка
На початку 2000-х років німецька економіка практично застопорилася. Найгірші показники зростання були зафіксовані у 2002 (+1,4 %), 2003 (+1,0 %) та 2005 (+1,4 %) роках. Рівень безробіття також хронічно залишався високим. Через ці проблеми, а також у зв'язку зі старінням населення, система соціального забезпечення зазнала значного навантаження. Це спонукало уряд провести масштабну програму реформ під назвою Agenda 2010, що містила реформу ринку праці, відому як Концепція Гарца.
У другій половині 2000-х світова економіка демонструвала високе зростання, від якого виграла і Німеччина як провідний експортер. Деякі вважають, що реформи Гарца сприяли зростанню й зниженню безробіття, тоді як інші стверджують, що вони призвели до різкого зниження рівня життя, а їхні ефекти були обмеженими й тимчасовими.
Номінальний ВВП Німеччини скоротився у другому й третьому кварталах 2008 року, що технічно означало рецесію на тлі глобального й європейського економічного спаду. У вересні обсяг промислового виробництва знизився на 3,6 % порівняно з серпнем. У січні 2009 року уряд під керівництвом Ангели Меркель затвердив антикризовий план на суму 50 млрд євро, щоб захистити кілька секторів від спаду та подальшого зростання безробіття. Німеччина вийшла з рецесії у другому й третьому кварталах 2009 року, переважно завдяки відновленню виробничих замовлень та експорту — переважно поза межами єврозони — і відносно стабільному споживчому попиту.
Німеччина є країною-засновницею ЄС, G8 і G20, і з 2003 до 2008 рока була найбільшим експортером у світі. У 2011 році залишалась третьою за обсягами експорту та імпорту. Основу експорту становлять інженерна продукція, особливо машини, автомобілі, хімічна продукція та метали. Німеччина є провідним виробником вітрових турбін і сонячних технологій. Щороку в містах Німеччини проходять численні виставки та конгреси. 2011 рік став рекордним для німецької економіки: компанії експортували товарів на суму понад 1 трильйон євро (1,3 трильйона доларів), що стало найвищим показником в історії. Кількість працевлаштованих сягнула 41,6 млн — найвищий зафіксований показник.
Станом на 2012 рік економіка Німеччини залишалася сильнішою порівняно з сусідніми країнами. У 2023 році країна зіткнулася з економічними труднощами через припинення постачання російського природного газу внаслідок міжнародних санкцій після вторгнення Росії в Україну. У 2022 році, на момент початку вторгнення, Німеччина імпортувала 55 % газу з Росії. На тлі глобальної енергетичної кризи канцлер Олаф Шольц заявив про намір зменшити залежність від російського газу, зокрема шляхом припинення сертифікації «Північного потоку-2», при цьому дотримуючись довгострокового курсу Ангели Меркель на поетапну відмову від атомної енергії.
Станом на грудень 2023 року Німеччина є третьою за величиною економікою світу в номінальному вимірі після США та Китаю, а також найбільшою економікою Європи. Вона також є третьою найбільшою експортною країною у світі.
У квітні 2024 року Німецький інститут економіки повідомив, що попри спроби диверсифікації ринків, німецька економіка залишається сильно залежною від Китаю щодо постачання різноманітної продукції й сировини.
Протягом 2024 року економіка Німеччини скоротилася другий рік поспіль. Найбільша економіка Європи зменшилася на 0,2 % за рік, після падіння на 0,3 % у 2023 році. Торговельне сальдо Німеччини зі США, за повідомленням Reuters, сягнуло рекордних 65 млрд євро за перші 11 місяців 2024 року, що, ймовірно, зробить країну мішенню потенційних тарифів з боку адміністрації Дональда Трампа. На економічну ситуацію також вплинули масові звільнення у великих німецьких корпораціях. Такі компанії, як Siemens, Bosch, Thyssenkrupp і Deutsche Bahn, що входять до списку Fortune 500, загалом скоротили понад 60 тис. робочих місць за перші 10 місяців 2024 року. Лише Bosch, одна з провідних промислових компаній, у листопаді оголосила про скорочення близько 7 тис. працівників.

## Структура економіки

### Зайнятість
Станом на 2021 рік, 75,0 % працюючих у Німеччині зайняті у сфері послуг. Серед основних галузей — соціальна сфера, освіта й охорона здоров'я, транспорт, готельно-ресторанна справа, житлово-комунальне господарство та фінансовий сектор.
У промисловому секторі (виробництво) працює 23,8 % зайнятих. Рибальство, сільське і лісове господарство забезпечують зайнятість для 1,2 % працюючих.

### Корисні копалини та викопні енергоносії
Німеччина імпортує більшість необхідних їй корисних копалин, але має значні запаси калійної солі, а також будівельного каміння та мінералів.
Щодо викопних енергоносіїв, ситуація є такою: у 1960-х роках видобуток нафти в Німеччині покривав приблизно 30 % внутрішніх потреб, але нині — лише кілька відсотків. У Саксонії та Саксонії-Ангальт є поклади бурого вугілля (середньонімецький буровугільний басейн). Його значення зменшилось після возз'єднання Німеччини у 1990 році, так само як і значення бурого вугілля в Рейнському басейні. У Нижній Саксонії наявні поклади природного газу.
1958 року в Німеччина розпочалася багаторічна «вугільна криза». Кам'яне вугілля в Рурському басейні та в Саарі можна було видобувати лише завдяки великим державним дотаціям. Останні шахти з видобутку кам'яного вугілля в Рурському регіоні були закриті у 2012, 2015 і 2018 роках, а в Саарському — у 2012 році. Енергетична ситуація Німеччини суттєво змінилася внаслідок відмови від ядерної енергетики та розвитку відновлюваних джерел енергії, таких як вітрові установки, електростанції та біогазові установки.

### Сільське та лісове господарство
Валовий доданий продукт сільського господарства Німеччини у 2018 році становив 23,1 млрд євро, що відповідало 0,8 % загального обсягу валової доданої вартості.
У 2016 році орієнтовно половина території Німеччини — 16,7 млн гектарів — використовувалася для сільського господарства. Із цієї площі 70,6 % становили орні землі, 28,2 % — постійні луки й пасовища, і 1,2 % — багаторічні насадження. Найпоширенішими польовими культурами були озима пшениця (26,6 % орних земель), кукурудза (18,2 %) та озимий ріпак (11,2 %).
У 2016 році налічувалося приблизно 275 400 сільськогосподарських підприємств. Їхня кількість постійно зменшується з часу возз'єднання Німеччини, хоча у 2010-х роках цей процес дещо сповільнився. Особливо помітним є скорочення кількості дрібних господарств з площею менше 100 га, тоді як число великих підприємств з площами від 200 до 500 га навіть дещо зростає. Існує виражена різниця у розмірах господарств між північчю та півднем, а ще більше — між сходом і заходом. Наприклад, у Мекленбурзі-Передній Померанії та Саксонії-Ангальт середній розмір господарства перевищує 270 га, тоді як у Баварії та Баден-Вюртемберзі — менше 35 га.

### Енергетика
Первинне споживання енергії в Німеччині у 2014 році становило 13 080 ПДж — найнижчий показник з часу возз'єднання країни. Найбільшу частку мали нафтопродукти — 35 %, за ними йшли: природний газ (20,5 %), кам'яне вугілля (12,6 %), буре вугілля (12,0 %), відновлювані джерела енергії (11,1 %) та атомна енергетика (8,1 %). У 2005 році споживання первинної енергії сягало ще 14 238 ПДж — другий за величиною показник у Європі та шостий у світі.
З 2000 року значення відновлюваних джерел енергії в рамках енергетичного переходу (Energiewende) істотно зросло, і є важливим економічним чинником для німецької промисловості. У 2019 році частка електроенергії з відновлюваних джерел, поданої в мережу, склала 46 % загального обсягу. У секторах теплопостачання і транспорту цей показник був помітно нижчим.
За повідомленням Федерального міністерства освіти та досліджень, у Німеччині до 2040 року планують збудувати першу термоядерну електростанцію.

### Переробна промисловість

Структура оплати праці в переробній промисловості є однією з найвищих у промисловому секторі Європи

Переробна промисловість, а особливо машинобудування, відіграє вирішальну роль у формуванні позитивного торгового балансу Німеччини завдяки великій кількості «прихованих чемпіонів» — маловідомих у широкому загалі, але провідних у своїх нішах компаній. Серед них, зокрема, Trumpf, Krones, Herrenknecht, WILO, Koenig & Bauer тощо.
Серед інших важливих напрямків — автомобілебудування, електротехніка, хімія, фармацевтика, оптика тощо. Загалом, переробна промисловість формує значну частину експорту країни, що дозволяє Німеччині мати позитивне сальдо зовнішньої торгівлі.

## Статистика
Наступна таблиця демонструє основні економічні показники у 1980–2024 роках (із прогнозами МВФ на 2025–2029 роки). Інфляція нижче ніж 5% позначена зеленим кольором.
| Рік   | ВВП (млрд дол. США за ПКС) | ВВП на душу нас. (дол. США за ПКС) | ВВП (млрд дол. США за номін. курсом) | ВВП на душу нас. (дол. США за номін. курсом) | Зрост. ВВП (реальне) | Інфляція (%) | Безробіття (%) | Державний борг (% від ВВП) |
| ----- | -------------------------- | ---------------------------------- | ------------------------------------ | -------------------------------------------- | -------------------- | ------------ | -------------- | -------------------------- |
| 1980  | 922.4                      | 12,003.5                           | 856.8                                | 11,150.4                                     | ▲1.3                 | ▲5.4         | 3.4            | n/a                        |
| 1981  | ▲1,010.8                   | ▲13,128.9                          | ▼720.9                               | ▼9,363.8                                     | ▲0.1                 | ▲6.3         | ▲4.8           | n/a                        |
| 1982  | ▲1,064.8                   | ▲13,840.2                          | ▼696.1                               | ▼9,048.0                                     | ▼-0.8                | ▲5.3         | ▲6.7           | n/a                        |
| 1983  | ▲1,123.7                   | ▲14,656.9                          | ▼694.4                               | ▲9,058.3                                     | ▲1.6                 | ▲3.3         | ▲8.1           | n/a                        |
| 1984  | ▲1,197.1                   | ▲15,678.3                          | ▼654.3                               | ▼8,569.0                                     | ▲2.8                 | ▲2.4         | ▬8.1           | n/a                        |
| 1985  | ▲1,262.0                   | ▲16,569.6                          | ▲663.5                               | ▲8,710.7                                     | ▲2.2                 | ▲2.1         | ▬8.1           | n/a                        |
| 1986  | ▲1,318.6                   | ▲17,299.9                          | ▲947.6                               | ▲12,432.4                                    | ▲2.4                 | ▼-0.1        | ▼7.8           | n/a                        |
| 1987  | ▲1,371.1                   | ▲17,985.8                          | ▲1,179.2                             | ▲15,468.0                                    | ▲1.5                 | ▲0.2         | ▬7.8           | n/a                        |
| 1988  | ▲1,472.5                   | ▲19,198.8                          | ▲1,271.3                             | ▲16,575.2                                    | ▲3.7                 | ▲1.3         | ▼7.7           | n/a                        |
| 1989  | ▲1,590.1                   | ▲20,527.2                          | ▼1,262.0                             | ▼16,291.6                                    | ▲3.9                 | ▲2.8         | ▼6.8           | n/a                        |
| 1990  | ▲1,744.0                   | ▲22,090.7                          | ▲1,604.5                             | ▲20,323.3                                    | ▲5.7                 | ▲2.7         | ▼6.2           | n/a                        |
| 1991  | ▲1,893.4                   | ▲23,675.1                          | ▲1,882.5                             | ▲23,539.0                                    | ▲5.0                 | ▲3.5         | ▼5.5           | 38.8                       |
| 1992  | ▲1,975.5                   | ▲24,541.0                          | ▲2,146.1                             | ▲26,660.2                                    | ▲2.0                 | ▲5.0         | ▲6.6           | ▲41.3                      |
| 1993  | ▲2,002.5                   | ▲24,739.0                          | ▼2,080.1                             | ▼25,697.1                                    | ▼-1.0                | ▲4.5         | ▲7.8           | ▲44.9                      |
| 1994  | ▲2,098.4                   | ▲25,859.6                          | ▲2,220.2                             | ▲27,359.7                                    | ▲2.6                 | ▲2.7         | ▲8.4           | ▲47.3                      |
| 1995  | ▲2,174.8                   | ▲26,747.9                          | ▲2,595.3                             | ▲31,919.0                                    | ▲1.5                 | ▲1.7         | ▼8.2           | ▲54.7                      |
| 1996  | ▲2,237.4                   | ▲27,464.3                          | ▲2,507.4                             | ▲30,779.0                                    | ▲1.0                 | ▲1.3         | ▲8.9           | ▲57.6                      |
| 1997  | ▲2,318.3                   | ▲28,441.6                          | ▼2,221.5                             | ▼27,254.4                                    | ▲1.9                 | ▲1.5         | ▲9.7           | ▲58.7                      |
| 1998  | ▲2,393.6                   | ▲29,389.3                          | ▲2,250.8                             | ▲27,636.1                                    | ▲2.1                 | ▲0.6         | ▼9.4           | ▲59.3                      |
| 1999  | ▲2,479.1                   | ▲30,447.8                          | ▼2,216.1                             | ▼27,217.0                                    | ▲2.1                 | ▲0.6         | ▼8.6           | ▲59.9                      |
| 2000  | ▲2,608.3                   | ▲32,020.9                          | ▼1,967.9                             | ▼24,158.2                                    | ▲2.9                 | ▲1.4         | ▼8.0           | ▼58.8                      |
| 2001  | ▲2,710.6                   | ▲33,252.0                          | ▼1,966.4                             | ▼24,122.4                                    | ▲1.6                 | ▲1.9         | ▼7.8           | ▼57.6                      |
| 2002  | ▲2,746.5                   | ▲33,666.4                          | ▲2,100.9                             | ▲25,752.7                                    | ▼-0.2                | ▲1.3         | ▲8.6           | ▲59.3                      |
| 2003  | ▲2,785.7                   | ▲34,159.4                          | ▲2,534.1                             | ▲31,074.3                                    | ▼-0.5                | ▲1.1         | ▲9.7           | ▲62.7                      |
| 2004  | ▲2,894.1                   | ▲35,529.1                          | ▲2,851.0                             | ▲35,000.6                                    | ▲1.2                 | ▲1.8         | ▲10.3          | ▼64.3                      |
| 2005  | ▲3,011.2                   | ▲37,021.2                          | ▲2,895.0                             | ▲35,592.7                                    | ▲0.9                 | ▲1.9         | ▲11.0          | ▲66.5                      |
| 2006  | ▲3,223.9                   | ▲39,716.2                          | ▲3,046.5                             | ▲37,530.2                                    | ▲3.9                 | ▲1.8         | ▼10.0          | ▼65.8                      |
| 2007  | ▲3,406.8                   | ▲42,063.6                          | ▲3,484.5                             | ▲43,022.0                                    | ▲2.9                 | ▲2.3         | ▼8.5           | ▼63.1                      |
| 2008  | ▲3,504.1                   | ▲43,386.4                          | ▲3,808.4                             | ▲47,154.0                                    | ▲0.9                 | ▲2.8         | ▼7.4           | ▲64.6                      |
| 2009  | ▼3,330.1                   | ▼41,376.4                          | ▼3,476.0                             | ▼43,189.4                                    | ▼-5.5                | ▲0.2         | ▼7.2           | ▲71.7                      |
| 2010  | ▲3,510.3                   | ▲43,723.6                          | ▼3,471.0                             | ▲43,233.5                                    | ▲4.1                 | ▲1.1         | ▼6.6           | ▲80.4                      |
| 2011  | ▲3,717.6                   | ▲46,310.6                          | ▲3,824.2                             | ▲47,637.9                                    | ▲3.8                 | ▲2.5         | ▼5.5           | ▼77.8                      |
| 2012  | ▲3,804.6                   | ▲47,305.3                          | ▼3,600.2                             | ▼44,763.5                                    | ▲0.5                 | ▲2.2         | ▼5.1           | ▲79.2                      |
| 2013  | ▲3,884.3                   | ▲48,164.5                          | ▲3,808.1                             | ▲47,220.3                                    | ▲0.4                 | ▲1.6         | ▼5.0           | ▼76.8                      |
| 2014  | ▲4,037.8                   | ▲49,859.4                          | ▲3,966.8                             | ▲48,983.3                                    | ▲2.2                 | ▲0.8         | ▼4.7           | ▼73.8                      |
| 2015  | ▲4,142.7                   | ▲50,714.4                          | ▼3,423.9                             | ▼41,914.9                                    | ▲1.7                 | ▲0.7         | ▼4.4           | ▼70.6                      |
| 2016  | ▲4,277.8                   | ▲51,947.7                          | ▲3,536.8                             | ▲42,949.1                                    | ▲2.3                 | ▲0.4         | ▼3.9           | ▼67.6                      |
| 2017  | ▲4,472.6                   | ▲54,110.3                          | ▲3,761.8                             | ▲45,510.5                                    | ▲2.7                 | ▲1.7         | ▼3.6           | ▼64.0                      |
| 2018  | ▲4,665.4                   | ▲56,273.3                          | ▲4,053.8                             | ▲48,897.2                                    | ▲1.1                 | ▲1.9         | ▼3.2           | ▼60.7                      |
| 2019  | ▲4,925.0                   | ▲59,270.7                          | ▼3,957.6                             | ▼47,629.1                                    | ▲1.0                 | ▲1.4         | ▼3.0           | ▼58.6                      |
| 2020  | ▼4,880.4                   | ▼58,685.8                          | ▼3,937.0                             | ▼47,341.8                                    | ▼-4.1                | ▲0.4         | ▲3.6           | ▲67.9                      |
| 2021  | ▲5,237.2                   | ▲62,950.3                          | ▲4,351.2                             | ▲52,300.6                                    | ▲3.7                 | ▲3.2         | ▬3.6           | ▬67.9                      |
| 2022  | ▲5,687.3                   | ▲67,869.3                          | ▼4,166.9                             | ▼49,725.3                                    | ▲1.4                 | ▲8.7         | ▼3.1           | ▼64.8                      |
| 2023  | ▲5,876.4                   | ▲69,531.6                          | ▲4,527.0                             | ▲53,565.0                                    | ▼-0.3                | ▲6.0         | ▼3.0           | ▼62.7                      |
| 2024  | ▲6,017.2                   | ▲70,930.4                          | ▲4,710.0                             | ▲55,521.3                                    | ▼-0.2                | ▲2.4         | ▲3.4           | ▬62.7                      |
| 2025п | ▲6,174.7                   | ▲72,660.5                          | ▲4,921.6                             | ▲57,914.4                                    | ▲0.8                 | ▲2.0         | ▼3.2           | ▼62.1                      |
| 2026п | ▲6,377.0                   | ▲74,941.0                          | ▲5,117.2                             | ▲60,136.0                                    | ▲1.4                 | ▲2.0         | ▼3.1           | ▼60.9                      |
| 2027п | ▲6,568.7                   | ▲77,132.7                          | ▲5,268.0                             | ▲61,858.9                                    | ▲1.1                 | ▲2.0         | ▬3.0           | ▼59.9                      |
| 2028п | ▲6,745.8                   | ▲79,185.5                          | ▲5,415.5                             | ▲63,569.3                                    | ▲0.8                 | ▲2.0         | ▬3.0           | ▼59.0                      |
| 2029п | ▲6,920.6                   | ▲81,221.3                          | ▲5,566.1                             | ▲65,324.3                                    | ▲0.7                 | ▲2.0         | ▬3.0           | ▼57.8                      |

### Компанії
З 500 найбільших компаній світу за доходами у 2024 році, які входять до Fortune Global 500, 29 мають штаб-квартиру в Німеччині. 40 компаній, що базуються в Німеччині, входять до DAX — найпопулярнішого німецького фондового індексу. 26 з 100 найбільших компаній Європи — німецькі, серед яких:
- Allianz, найбільша у світі страхова компанія та одна з найбільших груп фінансових послуг та управителів активами в Європі;
- Munich Re, також одна з найбільших страхових компаній;
- Daimler, Volkswagen і BMW, одні з найбільших виробників автомобілів у світі;
- Siemens, найбільша у світі компанія з виробництва промислових машин;
- Deutsche Telekom, одна з найбільших телекомунікаційних компаній у світі;
- Bayer, одна з найбільших біомедичних компаній;
- BASF, найбільший хімічний виробник у світі;
- SAP, найбільша програмна компанія в Європі;
- Lufthansa, найбільша авіакомпанія Європи;
- Deutsche Post, найбільша логістична компанія у світі;
- Deutsche Bahn, найбільша залізнична компанія у світі;
- Bosch, найбільший у світі постачальник автомобільних запчастин;
- Uniper(інші мови), найбільша енергетична компанія у світі;
- Aldi та Schwarz Gruppe(інші мови), найбільші ритейлери Європи.

Німеччина відома своєю моделлю спеціалізованих малих і середніх підприємств, відомих як Mittelstand. МСП становлять понад 99 % німецьких компаній. Орієнтовно 1 000 з них є світовими лідерами на своїх ринках і мають статус «прихованих чемпіонів».
Берлін розвинув міжнародну стартап-екосистему й став провідним місцем для компаній, що фінансуються венчурним капіталом, у межах Європейського Союзу.
Галуззю з найбільшою кількістю зареєстрованих компаній у Німеччині є сфера послуг — 1 443 708 компаній, за якою йдуть фінанси, страхування та нерухомість — 480 593 компанії та будівництво — 173 167 компаній.

## Економічні регіони
Німеччина як федерація є поліцентричною країною й не має єдиного економічного центру. Фондова біржа розташована у Франкфурті-на-Майні, найбільша медіакомпанія (Bertelsmann SE & Co. KGaA) має штаб-квартиру в Гютерсло, а найбільші автовиробники — у Вольфсбурзі (Volkswagen), Штутгарті (Mercedes-Benz і Porsche) та Мюнхені (Audi й BMW).
Німеччина виступає за глибшу економічну та політичну інтеграцію Європи. Її торговельна політика дедалі більше визначається угодами між державами-членами Європейського Союзу та законодавством ЄС про єдиний ринок. 1 січня 1999 року Німеччина запровадила спільну європейську валюту — євро. Грошову політику встановлює Європейський центральний банк у Франкфурті.
Південні федеральні землі, зокрема Баварія, Баден-Вюртемберг і Гессен, мають сильніші економічні позиції, ніж північні. Одним із традиційно найпотужніших (і водночас найстаріших) економічних регіонів є Рурська область на заході, між Дуйсбургом і Дортмундом. Тут розташовані 27 зі 100 найбільших компаній країни. Однак останніми роками цей регіон, економіка якого базується на природних ресурсах і важкій промисловості, зазнав значного зростання рівня безробіття (2010 року — 8,7%).
Економіка Баварії та Баден-Вюртембергу — земель із найнижчим рівнем безробіття (2018 року: 2,7 % і 3,1 % відповідно) — базується на виробництві високовартісної продукції. Важливими галузями є автомобілебудування, електроніка, аерокосмічна промисловість і біомедицина. Баден-Вюртемберг є промисловим центром, особливо в галузі автомобільної й машинобудівної промисловості, і батьківщиною таких брендів, як Mercedes-Benz (Daimler), Porsche і Bosch.
Після возз’єднання 3 жовтня 1990 року Німеччина розпочала масштабну роботу з узгодження економічних систем двох колишніх республік. Завдяки втручанню держави східнонімецькі землі поступово розвивалися до рівня колишньої Західної Німеччини, але рівень життя й річний дохід залишаються значно вищими на заході. Модернізація та інтеграція економіки східної Німеччини є довготривалим процесом, розрахованим до 2019 року. Щорічні трансфери із Заходу на Схід становили приблизно 80 млрд доларів. Загальний рівень безробіття стабільно знижувався з 2005 року й досяг 20-річного мінімуму у 2012-му. У липні 2014 року країна розпочала законодавчий процес із запровадження загальнодержавної мінімальної зарплати, яка набула чинності 1 січня 2015 року.
25 травня 2023 року було оголошено про початок рецесії в німецькій економіці. Повідомлялося, що валовий внутрішній продукт (ВВП) скоротився на 0,3 % у період з січня по березень. Це скорочення було зумовлене передусім зростанням цін, що призвело до зменшення споживчих витрат. Федеральне статистичне відомство Німеччини повідомило, що витрати домогосподарств у першому кварталі року знизилися на 1,2 %.

### Землі Німеччини
У таблиці представлений список федеральних земель Німеччини за валовим регіональним продуктом (ВРП) у 2022 році.
| Місце | Земля                          | ВРП (у млрд євро €) | Частка ВВП (%) |
| ----- | ------------------------------ | ------------------- | -------------- |
| —     | Німеччина                      | 3 867 050           | 100            |
| 1     | Північний Рейн-Вестфалія       | 793 790             | 20.5           |
| 2     | Баварія                        | 716 784             | 18.5           |
| 3     | Баден-Вюртемберг               | 572 837             | 14.8           |
| 4     | Нижня Саксонія                 | 339 414             | 8.8            |
| 5     | Гессен                         | 323 352             | 8.4            |
| 6     | Берлін                         | 179 379             | 4.6            |
| 7     | Рейнланд-Пфальц                | 171 699             | 4.4            |
| 8     | Саксонія                       | 146 511             | 3.8            |
| 9     | Гамбург                        | 144 220             | 3.7            |
| 10    | Шлезвіг-Гольштейн              | 112 755             | 2.9            |
| 11    | Бранденбург                    | 88 800              | 2.3            |
| 12    | Саксонія-Ангальт               | 75 436              | 2.0            |
| 13    | Тюрингія                       | 71 430              | 1.8            |
| 14    | Мекленбург — Передня Померанія | 53 440              | 1.4            |
| 15    | Бремен                         | 38 698              | 1.0            |
| 16    | Саар                           | 38 505              | 1.0            |

## Показники

### Конкурентоспроможність
Кілька індексів підтверджують високу міжнародну конкурентоспроможність Німеччини:
- Індекс конкурентоспроможності Всесвітнього економічного форуму (2019): 7 місце у світі, 3 — у Європі;
- Ernst & Young, Топ інвестиційних локацій у Європі (2019): 3 місце[68];
- Світовий рейтинг конкурентоспроможності Міжнародного інституту управлінського розвитку(інші мови) (IMD, 2022): 15 місце у світі, 9 — у Європі[69].

### Інфляція
Інфляція в Німеччині в січні 2022 року становить близько 4,9 % у порівнянні з груднем 2021 року, коли вона становила 5,3 %, які тільки вдруге перевищили 5 % після возз'єднання в 1990 році, і очікується, що вона залишиться високою принаймні до середини року. У своєму щомісячному звіті за січень Бундесбанк згадав про «постійно надзвичайно високий ціновий тиск».

### Ринок нерухомості
Станом на кінець листопада 2021 року, за даними німецького центрального банку, нерухомість Німеччини переоцінена, інколи до 30 %. Щобільше, 90 % німців вірить, що ціни продовжать зростати.

### Експорт

#### Сполучене Королівство
Відповідно до даних статистичного органу ФРН експорт товарів до Великої Британії 2021 року скоротився. За інформацією органу, у 2021 році німецькі компанії продали до Сполученого Королівства товарів на 65,4 млрд євро. Це падіння на 2,5 % на додаток до падіння на 15,3 % у 2020 році, коли пандемія порушила світову торгівлю.

## Виклики
Попри економічне процвітання, найбільшою загрозою для подальшого економічного розвитку Німеччини є зниження народжуваності, яка є однією з найнижчих у світі. Це особливо помітно в частинах суспільства з вищим рівнем освіченості. У підсумку очікується зменшення кількості працівників і збільшення державних витрат на підтримку пенсіонерів і системи охорони здоров'я, якщо тенденція не зміниться.
Менше чверті німців очікують, що умови життя покращаться в найближчі десятиліття.
25 серпня 2020 року Федеральне статистичне управління Німеччини повідомило, що економіка країни впала на 9,7 % у другому кварталі — це найгірший показник за всю історію спостережень. Ці цифри демонструють, наскільки сильно німецька економіка постраждала через урядові заходи у відповідь на пандемію COVID-19.
Енергоємна німецька промисловість і німецькі експортери особливо сильно постраждали від глобальної енергетичної кризи 2021 року. Міністр економіки Роберт Габек попередив, що припинення імпорту російських енергоносіїв назавжди підвищить ціни на енергію для німецької промисловості і споживачів.
На початку XXI століття уряди Німеччини підтримали Європейську зелену угоду та перехід країни на «зелену» енергію. Німеччина планує повністю відмовитися від вугілля до 2030 року. Останні три атомні електростанції в Німеччині були зупинені 15 квітня 2023 року.
Виступаючи на кліматичному саміті COP28 у Дубаї в грудні 2023 року, канцлер Німеччини Олаф Шольц закликав до поступової відмови від викопного палива, зокрема вугілля, нафти й природного газу, і підтвердив прагнення Німеччини стати кліматично нейтральною до 2045 року. Шольц заявив: «Необхідні технології вже є: вітрова енергія, фотоелектричні системи, електродвигуни, зелений водень».
У квітні 2025 року уряд Німеччини знизив прогноз економічного зростання на 2025 рік до нуля, посилаючись на вплив торговельної політики президента США Дональда Трампа. США є найбільшим торговельним партнером Німеччини, а тарифи Трампа завдадуть більшого удару по німецькій економіці, ніж по інших країнах, оскільки вона сильно залежить від експорту.

### Імміграція
У жовтні 2023 року міністр економіки Роберт Габек закликав до збільшення імміграції до Німеччини, заявивши, що нестача кваліфікованих працівників є «найнагальнішою структурною проблемою» країни. Чистий обсяг імміграції до Німеччини у 2023 році становив 663 000 осіб, що менше, ніж рекордні 1 462 000 у 2022 році.

### Бідність
Ось переклад:
Упродовж останніх десятиліть рівень бідності в Німеччині зростав. Діти частіше за дорослих перебувають у стані бідності. Кількість бідних дітей значно зросла: у 1965 році лише 1 дитина з 75 жила на соціальну допомогу, а у 2007 році — вже 1 з 6.
Рівень бідності відрізняється залежно від федеральної землі. 2005 року лише 6,6 % дітей і 3,9 % усіх громадян у таких землях, як Баварія, жили в умовах бідності. У Берліні ж 15,2 % жителів і 30,7 % дітей отримували соціальні виплати.
Станом на 2015 рік рівень бідності в Німеччині досяг найвищого показника з часу возз'єднання країни у 1990 році. Близько 12,5 млн німців класифікувалися як бідні.

### Безпритульність
Безпритульність у Німеччині є серйозною соціальною проблемою, яка, за оцінками, стосується приблизно 678 000 осіб, зокрема орієнтовно 372 000 людей розміщені у державних установах, таких як муніципальні притулки для біженців тощо. Станом на 2017 рік кількість безпритульних у країні зросла на 150 % порівняно з 2014 роком. Приблизно 22 000 безпритульних — це діти.
Крім того, держава досі не оприлюднила офіційну статистику щодо безпритульності на федеральному рівні, попри те, що це — поширене та тривале явище.

### Кліматичні зміни
Оскільки Німеччина є високорозвиненою індустріальною та урбанізованою економікою з відносно короткою береговою лінією порівняно з іншими провідними країнами, вплив зміни клімату на неї є більш вузько спрямованим. Найбільш уразливими до зміни клімату зазвичай є традиційні промислові регіони Німеччини. Вони переважно розташовані в землях Північний Рейн-Вестфалія, Саар, Рейнланд-Пфальц, Тюрингія, Саксонія, Шлезвіг-Гольштейн та у містах Бремен і Гамбург.